# Popeye
Pour le personnage principal de la bande dessinée, voir Popeye (personnage). Pour le personnage principal du roman de William Faulkner Sanctuaire, voir la page du roman.
Pour les articles homonymes, voir Popeye (homonymie).
Popeye (/ˈpɑpaɪ/) est un comic strip créé par E. C. Segar sous le nom The Thimble Theatre (« Le Théâtre de poche ») et distribué à partir du 19 décembre 1919 par King Features. À l'origine parodie des serials mélodramatiques et du théâtre de boulevard, The Thimble Theatre évolue rapidement vers l'aventure humoristique. C'est avec l'apparition du marin borgne Popeye en 1929 qu'elle commence à connaître le succès. Devenue en 1934 The Thimble Theatre Starring Popeye, sa popularité connaît un nouveau bond deux ans plus tard avec l'adaptation en dessin animé des aventures de Popeye par les Studios Fleischer. Les pages réalisées par Segar et le personnage de Popeye sont dans le domaine public canadien depuis le 1er janvier 1989, européen depuis le 1er janvier 2009 .
Après la mort de Segar en 1938, la série a été poursuivie sous forme de comic strip comme de comic book par divers artistes dont l'assistant de Segar Bud Sagendorf (1948-1994) et l'auteur underground Bobby London (1986-1992). Elle a fini par prendre le nom Popeye au cours des années 1970. Depuis 1994, Hy Eisman est responsable de la page dominicale. La bande quotidienne a été arrêté en 1992 mais des rééditions de Sagendorf sont toujours diffusées dans la presse américaine. Quant au comic book, sa dernière version en 2012-2013 a été écrite par Roger Langridge et illustrée par divers auteurs.
Popeye a été traduit dans le monde entier dès les années 1930, y compris dans le monde francophone. Les histoires de Segar publiées entre 1929 et 1938 ont été rééditées en album aux États-Unis dès le milieu des années 1930 et sont encore largement disponibles, la dernière édition intégrale en date étant celle de Fantagraphics (2006-2011). L'édition française la plus exhaustive est celle de Futuropolis, dans les années 1980.
Les Studios Fleischer (1933-1943) puis Famous (1943-1957) ont réalisé plus de 230 courts-métrages animés et trois moyens-métrages qui ont eu à leur époque une très grande popularité. Plusieurs téléfilms et séries télévisées animées ont également été créés par la suite, dont Popeye the Sailor (1960-1962), The All-New Popeye Hour (1978-1983), Popeye, Olive et Mimosa (1987). Un seul film a été réalisé pour le cinéma, la comédie musicale de Robert Altman sortie en 1980 Popeye, écrite par Jules Feiffer d'après les strips de 1936. Un dessin animé en images de synthèse est en développement depuis 2010. La plupart de ces productions ont été diffusées dans le monde entier.

## Histoire

### Thimble Theatrede Segar (1919-1938)

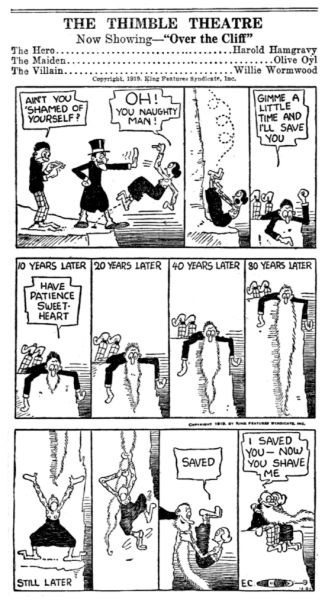
« Over the Cliff », un des premiers Thimble Theatre, publié en décembre 1919, alliant humour visuel basique et gros calembour.

#### Avant Popeye (1919-1929)
Au printemps 1918, après l'arrêt du journal où il travaillait, le jeune dessinateur E. C. Segar est embauché par le Chicago American de William Randolph Hearst. Il y crée à la demande de la rédaction un comic strip consacré à l'actualité mondaine et culturelle de la ville, et réalise diverses animations. Après un an, le chef d'édition du quotidien William Curley l'incite à tenter sa chance dans un plus gros journal plus important du groupe Hearst, le New York Evening Journal. Le bras droit de Hearst Arthur Brisbane demande à Segar de réaliser un comic strip humoristique lié au théâtre, afin de prendre la suite de Midget Movies (« films nains »), comic strip humoristique d'Ed Wheelan parodiant les mélodrames cinématographiques. Segar accepte. Le premier strip du Thimble Theatre (« théâtre de poche ») est publié le 19 décembre 1919.
La série consiste tout d'abord en saynètes humoristiques indépendantes présentées sur trois bandes à la manière d'une pièce de théâtre ou d'un film (nom de la représentation, liste des acteurs), dont les personnages immuables sont le couple formé par Olive Oyl et Harold Hamgravy (rapidement renommé Ham Gravy). Le 14 janvier 1920, le benêt Castor Oyl, frère d'Olive, fait son apparition, suivi peu après par Nana et Cole Oyl, leurs parents. Si au début, les personnages récurrents ont un rôle différent à chaque histoire, The Thimble Theatre devient après quelques semaines une série plus classique, bien que chaque histoire continue à porter un titre distinct. La série est rapidement diffusée par King Features, le syndicate de Hearst, dans d'autres journaux du groupe.
Au long des années 1920, la série s'améliore à mesure que Segar s'aguerrit. À partir de 1922, les strips ne sont plus indépendants mais se suivent d'un jour à l'autre (continuity strip), tandis que le genre de la série évolue de l'humour slapstick basique à l'aventure humoristique, autour de Ham Gravy et Castor Oyl, qui en deviennent les personnages principaux tandis que les personnages secondaires introduits se font plus originaux. À la suite de son relatif succès, The Thimble Theatre accède à partir du 18 avril 1925 aux pages du dimanche du New York Evening Journal et de quelques autres publications Hearst. Son topper est Sappo autre série de Segar dont la publication en bande quotidienne venait d'être interrompue qui restait d'un humour très conventionnel.

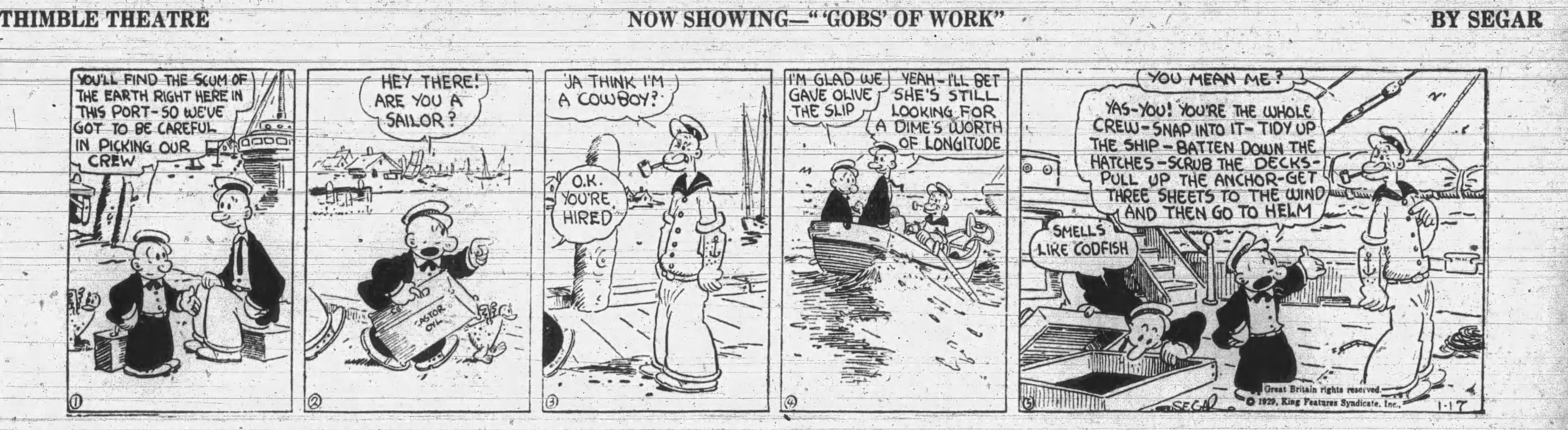
Première apparition de Popeye le marin comme personnage secondaire dans le comic strip The Thimble Theatre, 17 janvier 1929.

Dans le strip publié le 17 janvier 1929, Castor Oyl et Ham Gravy partent à la recherche d'un marin afin d'aller à l'aventure sur quelque île éloignée. Castor demande à un homme hors-champ « Hey there! Are you a sailor! » (« Hé vous ! Vous être un marin ? »), ce à quoi il se voit répondre par un matelot renfrogné « 'Ja think I'm a cowboy? » (« J'ai une tête de cow-boy ? »). Deux jours plus tard, les lecteurs apprennent que cet homme s'appelle Popeye. Alors que Segar ne le destinait qu'à apparaître dans une seule histoire, les réactions de son lectorat le poussent à le faire revenir. À partir du 2 mars 1930, Popeye apparaît également dans les pages du dimanche, ce qui avalise ce succès. Il est d'ores et déjà devenu la vedette du strip.

#### Popeye (1930-1938)

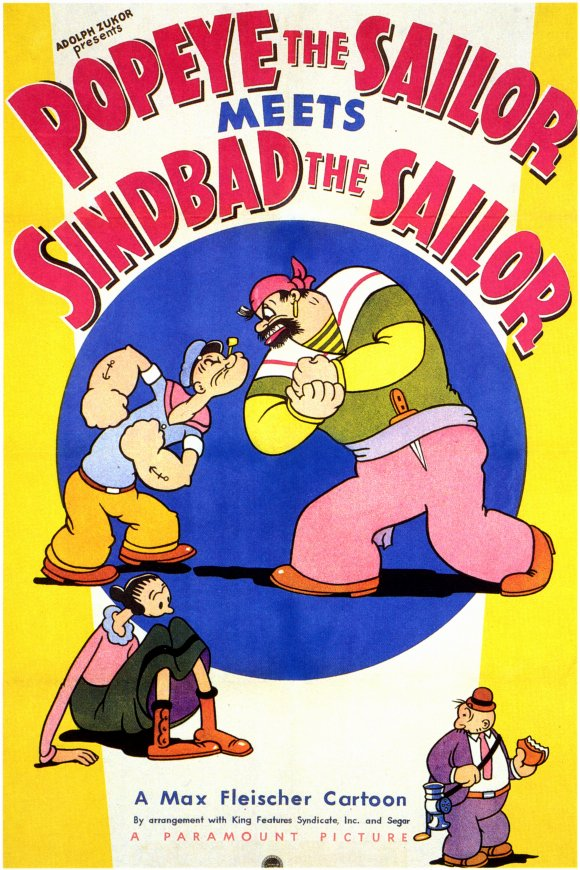
Affiche du cartoon Popeye rencontre Sindbad le marin (1936) : Popeye à gauche fait face à Brutus, Olive Oyl regarde Gontran à droite avec son hamburger.

Rapidement, Popeye éclipse les autres personnages de la série qui grâce au succès du marin est publiée dans un nombre croissant de journaux. La Sorcière des mers devient la méchante récurrente de la série en janvier 1930, et J. Wellington Wimpy un adjuvant aussi haut en couleur qu'inutile en mai 1931. Des recueils du strip sont publiés dès 1931 et sa diffusion dans la presse augmente, ce qui permet à Segar et sa famille de déménager dans un ranch de 8 000 m2 à Santa Monica, banlieue aisée de Los Angeles, en Californie.
En 1933, Segar accepte de vendre les droits pour l'adaptation en série d'animation de Popeye aux Studios Fleischer. Ceux-ci réalisent une adaptation en courts-métrages aux ressorts assez simples : pour reconquérir le cœur volage d'Olive Oyl, Popeye (incarné avec brio par Jack Mercer) affronte son antagoniste Brutus à grand renfort de coups de poing et d'épinards. Grâce à ces séries d'animation, aux rééditions en albums et dans divers comic books des éditions McKay à partir de 1936 et surtout aux produits dérivés, Popeye devient l'un des personnages les plus connus du pays, ce qui assure définitivement à Segar de très confortables revenus, tout comme l'adaptation radiophonique financée par les céréales Wheatena diffusée sur les trois grands réseaux radiophoniques entre 1935 et 1938 et les trois séries d'animation de 20 minutes produits de 1936 à 1938.
Segar n'abandonne cependant pas le Thimble Theatre, dans lequel il s'investit pleinement. Le strip suit un développement relativement autonome des dessins animés : Brutus en est absent, le rôle de méchant étant déjà occupé par la Sorcière des Mers, et surtout Segar y introduit régulièrement de nouveaux personnages. Apparaissent ainsi Swee'Pea, l'enfant adoptif d'Olive et Popeye (juillet 1933), Alice the Goon et Toar, des domestiques de la Sorcière des Mers (décembre 1933 et février 1935), Eugene dit le « Jeep », petite bête jaune tacheté dotée de pouvoirs surnaturels qui devient l'animal de compagnie d'Olive et Popeye (avril 1935), Poopdeck Papy, le père acariâtre de Popeye (septembre 1936), etc.. Dans les pages dominicales, Segar varie régulièrement le topper du Thimble Theatre, remplaçant périodiquement Sappo par de petits films en papier (à partir de 1933) ou des leçons de dessins (à partir de 1934) ayant Popeye pour narrateur.
Lorsque Segar meurt d'une leucémie le 13 octobre 1938, The Thimble Theatre est diffusé dans plus de 600 journaux américains. C'est selon un sondage réalisé en 1937 par Fortune le deuxième comic strip le plus populaire, derrière Little Orphan Annie mais devant Dick Tracy, La Famille Illico, The Gumps ou encore Blondie. Il n'est donc pas question pour King Features de faire mourir le héros avec son créateur.

### Popeyeaprès Segar (depuis 1938)

#### Comic strip

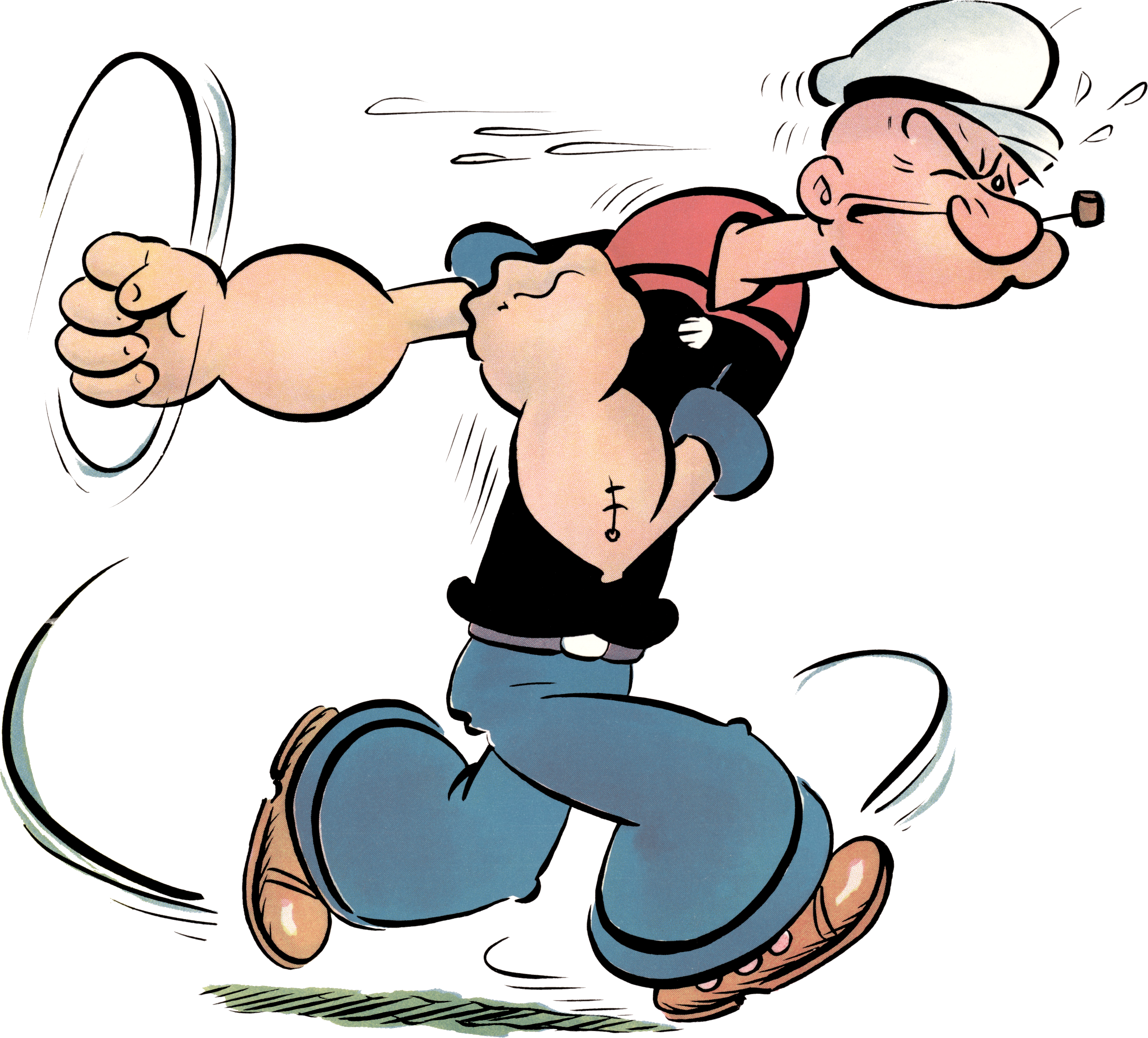
Popeye représenté dans une affiche de propagande américaine durant la Seconde Guerre mondiale.

À la mort de Segar en octobre 1938, Doc Winner remplaçait depuis plusieurs mois déjà Segar, réussissant à s'adapter au style de celui-ci tout en ayant des difficultés avec le Pilou-Pilou. Début 1939, le scénariste Tom Sims prend en charge l'écriture de la série, puis au milieu de l'année King Features confie le dessin à Bela Zaboly. Ces changements ne perturbent pas particulièrement les lecteurs : en 1940, Popeye reste le cinquième comic strip le plus lu par les enfants américains, et le quatrième préféré des garçons, contre le neuvième pour les filles et en 1944, « Popeye » apparaît dans une étude à la quinzième place de ce que préfèrent les hommes américains actifs avec 86,3 % d'approbation, derrière « Avoir une maison confortable » ou « Gagner un million de dollar » mais devant « Être comme Abraham Lincoln », « Diriger une usine » ou « Économiser », tout en étant très largement leur comic strip préféré.
Sims poursuit le procédé de Segar : la bande quotidienne est toujours à suivre, les pages du dimanche plus rarement. Il introduit de nouveaux personnages, comme la grand-mère de Popeye ou Oscar, un ami de Mimosa qui gagne en importance dans les pages du dimanche des années 1950. Zaboly imite le style de Segar avec brio, n'introduisant que peu de modifications sinon qu'il dote Mimosa d'un pantalon, ce qui lui permet de marcher. En 1955, Ralph Stein prend en charge la bande quotidienne. Il envoie Popeye dans un long tour du monde en compagnie de l'aristocrate et chasseur britannique Sir Pomeroy tandis que Sims oriente la page du dimanche vers l'humour de situation.
Fin 1958, à la suite du désir du King Features de faire des économies, Bud Sagendorf, déjà auteur des comic books, est également chargé du comic strip. Ses pages, publiées à partir de 1959, reprennent le style qu'il développait depuis douze ans dans les comic books, légèrement différent de celui de Segar. Bien qu'il n'ait pas la capacité de Segar à mêler humour, action et suspense, Sagendorf fait un travail généralement considéré comme correct. Il crée de nombreux personnages secondaires épisodiques, tout en conservant les personnages récurrents de ses prédécesseurs. Dans les années 1970, la série prend le nom Popeye, tandis que progressivement la bande quotidienne abandonne les histoires à suivre, se contentant d'aligner des gags souvent convenus dans la plus pure tradition du family strip. En 1986, Sagendorf abandonne la bande quotidienne afin de consacrer plus de temps à sa famille tout en continuant la planche dominicale jusqu'à sa mort en 1994.
King Features choisit pour lui succéder sur la bande quotidienne l'auteur underground Bobby London, au style est très influencé par Segar. Le syndicate hésite d'autant à mener cette expérience qu'en 1986, la bande quotidienne de Popeye n'est plus diffusée dans beaucoup de journaux américains, bien qu'elle le soit encore dans le reste du monde. Désireux d'ancrer de nouveau Popeye dans son époque, London refait du strip une histoire à suivre, et confronte ses personnages à de nombreux problèmes contemporains : le jeu, les saisies immobilières, l'anorexie, la musique pop, la crise du Moyen-Orient, etc.. Cette modernité est associée à un grand respect pour l'œuvre de Segar, dont il reprend des personnages depuis longtemps délaissés comme Castor Oyl tout en s'inspirant de son sens de la narration et de son humour. Après six ans de liberté créatrice, London est renvoyé par King Features à la suite d'un strip défendant de manière transparente l'avortement, sujet alors tabou dans la bande dessinée grand public américaine. À la suite de ce renvoi, la bande quotidienne de Popeye ne propose plus que des rééditions de Sagendorf.
Après la mort de Sagendorf, l'expérimenté Hy Eisman prend en main la page dominicale. Proche du style graphique de son prédécesseur, Eisman fournit des planches d'un humour bon enfant, où Popeye et ses acolytes, tout en vivant dans le monde moderne (ils utilisent des ordinateurs et Internet), ne sont guère confrontés à ses problèmes, ce qui évite les polémiques. En 2008, Eisman est le premier dessinateur à faire figurer Brutus dans une des planches dominicales.

#### Comic books
Le comic strip est recueilli dans différents comic books de 1936 à 1949. À la suite du succès du personnage, Dell Comics demande à l'ancien assistant de Segar Bud Sagendorf de créer des histoires inédites pour son comic book phare Four Color, l'autorisant à les signer de son propre nom. Les quatre numéros publiés en 1946-1947 se vendant bien, la maison d'édition lance en 1948 le comic book trimestriel Popeye, entièrement réalisé par Sagendorf. En 1962, le comic book passe chez Western Publishing et prend le nom Popeye the Sailor, qu'il conserve lorsque King Features prend le relais en 1966. Lorsque Charlton Comics rachète les droits fin 1967, Sagendorf décide de se consacrer au comic strip. Dès le départ, Sagendorf adopte un style un peu plus rond que celui de Segar, et opère quelques modifications, allongeant le nez d'Olive, changeant la casquette de Popeye ou modifiant complètement le visage de la Sorcière des mers.
Après le départ de Sagendorf, Charlton Comics confie le comic book au dessinateur George Wildman et au scénariste Joe Gill. Le premier numéro paraît fin 1968 (avec une date de couverture de février 1969). Les deux auteurs réalisent 45 numéros jusqu'en 1976, ainsi qu'en 1972 une série de quinze comic books didactiques où Popeye présente aux jeunes lecteurs un métier qu'ils pourraient vouloir exercer plus tard, Popeye the Sailor and Careers. Après un hiatus de trois ans, ils réalisent 31 nouveaux numéros pour Gold Key Comics (qui devient Western Comics) entre 1979 et 1984. Comme il s'avère impossible d'enrayer la chute des ventes, le comic book est arrêté.
De 1984 à 2012, Popeye n'est plus diffusé de manière régulière en comic book. Deux numéros spéciaux écrits par Bill Pearson sont publiés en 1987 et 1988 par Ocean Comics, avec des versions plus adultes et dessinées de manière plus réalistes des personnages. En 1999, à l'occasion des 70 ans du héros, Peter David met en scène le mariage d’Olive et Popeye dans un comic book isolé qui attire l'attention des médias. En 2012, IDW Publishing décide de relancer la série.
La reprise est confiée au scénariste Roger Langridge associé à différents dessinateurs et encreurs, afin d'assurer un rythme de parution mensuel. Douze numéros sont publiés, recueillis en trois albums. Parallèlement, IDW reprend les histoires de Sagendorf sous le nom Classic Popeye, parution toujours en cours en novembre 2015. La maison d'édition prévoit également de réaliser périodiquement des numéros spéciaux, comme un crossover avec Mars Attacks! signé Terry Beatty et Martin Powell publié en 2013. En 2014, elle lance l'intégrale en deux volumes des comic strips de London.

### Traductions et adaptations
Dans le monde francophone, Popeye a été traduit en français dès 1935 chez Tallandier sous le titre Mathurin dit Popeye. Cette francisation ne s'impose pas : les hebdomadaires Robinson et Hop-là ! publient la série à partir de 1938 sous le nom Popeye et Mathurin n'est plus utilisé après-guerre. De nombreuses éditions se sont succédé jusqu'à aujourd'hui. La série a également été publiée dans de nombreux petits formats et périodiques reprenant le plus souvent les histoires de Sagendorf. Futuropolis a publié entre 1980 et 1988 l'intégrale chronologique des strips Thimble Theatre de Segar où apparaissent Popeye. Depuis que Popeye est tombé dans le domaine public européen en janvier 2009, plusieurs recréations du personnages ont été publiées par des éditeurs francophones.
The Thimble Theatre n'avait jamais été traduit avant l'introduction de Popeye. Comme en français, la série s'appelle donc Popeye en espagnol, néerlandais, portugais et allemand, ainsi que sous forme transcrite dans les langues slaves (Попай ou Попај), en hébreu (פופאי), japonais (ポパイ), coréen (뽀빠이) et bengali (পপাই). L'arabe (باباي, « bābāy ») et l'hindi (पोपी, « pōpī ») utilisent des transcriptions plus éloignées. En serbo-croate et en tchèque (Popaj) ainsi qu'en lituanien (Popajus) des graphies adaptées sont utilisées.
Lorsque le nom de Popeye a été régionalisé, il reste éponyme à la série : Kippari-Kalle (« Kalle le skipper ») en finnois, Karl-Alfred en suédois, Skipper'n en norvégien, ملوان زبل (« Zebl le marin ») en persan, Temel Reis (« Capitaine Temel ») en turc, 大力水手 (dàlì shuǐshǒu, « Marin vigoureux ») en mandarin et Braccio di Ferro (« Bras de fer ») en italien.

## Personnages

### Popeye
Popeye, surnom tiré de son œil crevé ("pop eye", en anglais), est un marin bourru, susceptible et qui réagit violemment s'il est provoqué, faisant alors étalage de sa force et de sa résistance physique qui confine à l'invulnérabilité. Peu éduqué, il a ponctuellement des éclairs de lucidité, mais ne brille généralement pas par son intelligence. Cela apparaît dans son langage, qui mélange temps, personnes et modes verbaux en maltraitant la syntaxe et le vocabulaire, ce qu'illustre son fameux « I yam what I yam and that's what I yam. » (« Je suis c'que j'suis et c'est tout c'que j'suis ! »). Cependant, Popeye est également brave, loyal, proche des pauvres, voire sentimental concernant Olive Oyl. Bien qu'il soit présenté initialement comme un marin, il devient vite un héros aventurier ayant toutes sortes d'occupations.
Popeye porte en général une chemise de marin noir et rouge à boutons jaunes, un pantalon bleu, une casquette blanche et tient continuellement pincée entre ses lèvres une petite pipe en maïs. Au-delà de sa grande force, ce n'est pas à proprement parler un modèle de superhéros : il est borgne, a des avant-bras sur-développés avec une ancre tatouée sur chacun, le menton proéminent, marche comme un canard et ses coudes ressortent.
Dans les dessins animés, Popeye a besoin de consommer des épinards pour devenir extrêmement fort, un élément qui n'apparaît que très ponctuellement dans la bande dessinée, à partir de 1931. Son antagoniste régulier Brutus est par ailleurs absent des bandes dessinées entre sa brève apparition en 1932 et sa reprise par Sagendorf dans les années 1960.

### Olive

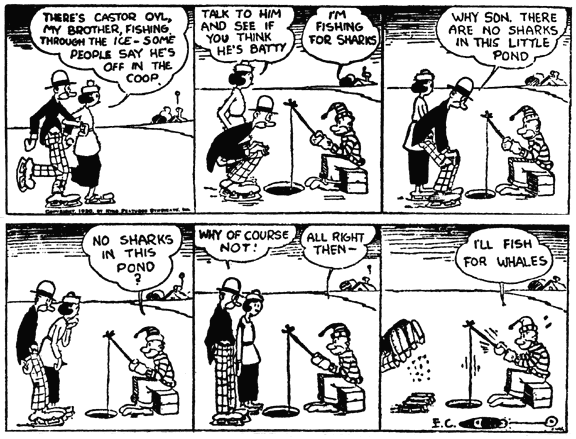
Un strip du Thimble Theatre de 1920 montrant Olive Oyl et son frère Castor.

Olive Oyl (jeu de mots sur « huile d'olive ») apparaît avec la série en décembre 1919. D'abord personnage principal avec son fiancé Ham Gravy, elle s'efface progressivement au profit de son frère Castor Oyl, tout en restant le principal personnage féminin. Lorsque Popeye apparaît dans le strip, elle tombe amoureuse de lui et devient sa fiancée. Elle conserve ce rôle dans les bandes dessinées ultérieures, bien qu'elle soit prompte à être séduite. Dans le dessin animé, elle se fait régulièrement séduire et kidnapper par Brutus avant d'être sauvée par Popeye. Son physique filiforme lui a valu le surnom de "planche à pain la plus célèbre de la bande dessinée".

### Autres personnages
Les noms des premiers personnages du Thimble Theatre, qui se voulait une bande dessinée parodique peu développée, sont des calembours alimentaires simples : Ham Gravy évoque une « sauce pour jambon », et la famille Oyl différents types d'huile (olive oil, castor oil, banana oil, coal oil, lubricant oil). Les personnages créés par la suite ont des noms moins directement humoristiques.
| Nom                    | Nom français                                               | Première apparition | Description |
| ---------------------- | ---------------------------------------------------------- | ------------------- | --- |
| Alice the Goon         | Alice la Bizarroïde, Alice la Folle                        | décembre 1933       | Domestique de la Sorcière des mers, elle devient ensuite la nourrice de la famille. |
| Aunt Jones             | Jeannette                                                  | Après 1939          | Créée par Tom Sims. |
| Bernice the Escape Hen | Bernice la poule souffleuse                                | septembre 1928      | Poule africaine immortelle, elle est offerte à Castor Oyl par son oncle. Elle s'attache rapidement à Castor, qui se met à l'apprécier lorsqu'il découvre qu'elle porte bonheur. Elle accompagne Castor et Popeye sur Dice Island, où elle leur permet de s'enrichir. Elle disparaît ensuite. |
| Bluto                  | Brutus, Timothée                                           | septembre 1932      | Pirate baraqué et patibulaire apparaissant brièvement dans la bande dessinée, c'est l'antagoniste régulier de Popeye dans les dessins animés. Amoureux d'Olive il lui fait la cour, l'enlève, puis est battu par le marin amateur d'épinards. Il porte un costume de marin et une barbe hirsute. À partir des années 1960, Brutus redevient un personnage régulier de la bande dessinée. |
| King Blozo             | Le roi Blozo                                               | 27 avril 1931       | Roi incapable et alcoolique du royaume de Nazilia, le « pays des andouilles », il est en guerre avec l'Amygdalia. |
| Castor Oyl             | Castor Oyl                                                 | 14 janvier 1920     | Frère d'Olive Oyl, c'est le personnage principal de la série dans les années 1920. D'abord présenté comme un benêt, il devient ensuite un vaurien indigne de confiance qui cherche avec Ham Gravy divers moyens de devenir riche, sans aucun scrupule. Dans les années 1930, son importance diminue rapidement au profit de Popeye, qu'il accompagne dans ses aventures. Ils s'associent pour former l'agence de détective Eureka. Après la mort de Segar, Castor Oyl apparaît moins souvent.                                           |
| Eugene the Jeep        | Pilou-Pilou, le Tsoin-Tsoin, le Jeep                       | avril 1936          | Bestiole ressemblant à un petit léopard issue d'une autre dimension et dotée de pouvoirs magiques, il devient l'animal de compagnie de Popeye. Capable de se dématérialiser, il lit l'avenir et sa queue est une arme létale. Sa popularité aurait inspiré le nom du véhicule utilitaire Jeep, et André Franquin le cite parmi les sources du Marsupilami. |
| George W. Geezil       | Le professeur, monsieur Barberousse                        | novembre 1932       | Client du Roughhouse's, ce cordonnier est le premier contempteur de Gontran. |
| Gran'ma Peg            | Grand-Mère                                                 | Après 1939          | Grand-mère paternelle de Popeye. Créée par Tom Sims. |
| Ham Gravy              |                                                            | 19 décembre 1919    | Fiancé d'Olive Oyl, il est présent dès les débuts du Thimble Theatre. Assez effacé, il suit fidèlement Castor Oyl dans ses pérégrinations. Tabassé par Popeye qui voit en lui un rival, il disparaît de la série en mars 1930. |
| J. Wellington Wimpy    | Gontran                                                    | 3 mai 1931          | Goinfre inexpressif mais bien mis, son principal but est de manger des hamburgers. Égoïste, lâche et opportuniste, il a pour seul ami Popeye. Connu pour sa maxime « Je vous paierai volontiers mardi pour un hamburger acheté maintenant. » |
| Nana et Cole Oyl       |                                                            | 1920                | Parents d'Olive et Castor Oyl. |
| Oscar                  | Oscar                                                      | 1931                | Valet du roi Blozo au gros nez et aux dents de lapin, il devient à partir des histoires de Tom Sims un proche de Mimosa. |
| Poopdeck Pappy         | Pôpa, Poppa, Poupa, Grand-Papa                             | 26 octobre 1936     | Père de Popeye, âgé de 99 ans, c'est son portrait craché, bien qu'il soit encore plus vulgaire et violent que lui. Vivant sur une île paradisiaque avec une sorte de Robinson barbu, Pooky Jones, un gorille et des sirènes entreprenantes, il est peu désireux de suivre Popeye, qui ne lui laisse pas le choix. Par la suite, c'est un personnage secondaire récurrent. |
| Rough House            | Le patron, Bistrotin                                       |                     | Patron du Roughhouse's Cafe, le seul café de Sweethaven, où se retrouvent régulièrement les personnages de la série. Petit, chauve et vêtu d’un tablier, il est connu pour son tempérament grincheux et sa voix râpeuse. Souvent exaspéré par les tentatives de Gontran d’obtenir des repas gratuits, il menace fréquemment de fermer boutique ou de chasser ses clients, sans jamais vraiment mettre ses menaces à exécution. Malgré son humeur bougonne, il reste un personnage fidèle à Popeye et participe parfois à ses aventures. |
| Sea Hag                | La Sorcière des mers, la sorcière Haggy, la Sorcière noire | 26 décembre 1929    | Méchante récurrente de la bande dessinée, cette sorcière est accompagnée d'un vautour, Bernard, et de divers adjuvants. Amoureuse de Popeye, elle cherche à se débarrasser d'Olive Oyl. D'abord dessinée de manière assez réaliste, elle ressemble à une version vieillie et féminine de Popeye depuis les pages de Bud Sagendorf. Dans les bandes dessinées italiennes, c'est la mère de Brutus. |
| Sir Pomeroy            |                                                            | 1955                | Aristocrate britannique grand amateur de chasse au gros, il voyage autour du monde avec Popeye dans les pages écrites par Ralph Stein. |
| Swee'Pea               | Mimosa, P'tit pois, Pépé, Chéri                            | 28 juillet 1933     | Enfant abandonné devant la porte de Popeye, il est adopté par le marin, véritable papa poule, et Olive, plus distante. Il se déplace toujours à quatre pattes dans sa longue chemise de nuit et arbore une casquette de marin. Malgré son âge, il est très intelligent. Si au début, il ne dit que « Glop », son langage s'étoffe peu à peu. C'est un des personnages principaux du comic strip post-Segar. |
| Toar                   | Gédéon, Futaille                                           | février 1935        | Homme de main de la Sorcière des mers, c'est un homme préhistorique âgé de 20 000 ans à la force herculéenne. Libéré par Popeye, il devient son ami, mais reste un « beau spécimen d'idiot congénital ». |

## Univers de fiction
Les personnages du Thimble Theatre appartiennent aux classes populaires, sont souvent pauvres et ne côtoient que rarement le luxe : ainsi, dans les planches de Segar, ils se retrouvent fréquemment chez Roughhouse, un tripot de marin.
Popeye voyage vers de nombreuses îles, prétexte à autant d'aventures. Celles-ci sont généralement le cadre de « royaume d'opérette », ce qui permet à Segar d'exercer son penchant pour la satire politique.

## Analyse
Sauf précision, cette partie concerne le Popeye d'E. C. Segar.

### Origine
À Chester en Illinois (ville de naissance de E.C. Segar), le folklore local prétend que Frank « Rocky » Fiegel (naissance le 27 janvier 1868) est la personne ayant inspiré Segar pour sa création du personnage Popeye. Il avait un menton proéminent, fumait la pipe, était musclé et agile, et avait une propension pour le combat au poing,,. Fiegel meurt le 24 mars 1947 sans avoir été marié. D'autres proposent pour origine un marin norvégien du nom d'Olaf « cap » Olsen, de Santa Monica, en Californie,.
D'autres habitants de Chester revendiquent également l'inspiration de deux autres personnages. Dora Pascal, une grande femme anguleuse qui tenait un magasin en ville, peut-être à l'origine d'Olive Oyl ; et William « Windy Bill » Schuchert, un homme plutôt rond qui était propriétaire de l'opéra local, peut-être à l'origine de J. Wellington Wimpy,.

### Influence dutheateret des autrescomic strips
The Thimble Theatre entretient un lien fort avec le théâtre et le cinéma (dont les salles s'appellent toutes deux « theatre » en anglais). La série a en effet pris la suite de Midget Movies d'Ed Wheelan, un comic strip qui parodiait les mélodrames d'alors en en reprenant les intrigues, le rythme endiablé et la présentation (liste des personnages, titre à chaque histoire, différents rôles pour les personnages récurrents). Si Segar s'est vite détaché de ce modèle sur la forme, faisant de sa série un strip à suivre, l'influence du des serials et des autres comic strips de son époque reste importante, notamment dans le rythme où les rebondissements inattendus se multiplient.
Le recours fréquent au fantastique, souvent sous la forme du huis clos, rappelle les pièces à angoisse communes dans l'entre-deux-guerres. La satire politique et la critique sociale exprimée via des royaumes imaginaires (Nazilia, Spinachovia, etc.) rappellent quant à elles celle présente dans les comédies loufoques, genre cinématographique par excellence de la Grande Dépression. Plus globalement, le tournant vers des aventures des plus en plus lointaines pris avec l'arrivée de Popeye survient alors que les strips d'aventures commencent leur percée dans un univers jusqu'alors dominé par l'humour (Tarzan et Buck Rogers sont lancés en janvier 1929).
Les personnages paraissent également souvent des « rôles de composition », tels qu'on en trouve dans les pièces et films populaires : Castor Oyl est le bidouilleur toujours en quête de coups qu'il pense géniaux mais finissent par échouer (comme Barney Google de Billy DeBeck ou Moon Mullins de Frank Willard), J. Wellington Wimpy l'escroc inutile et envahissant, Popeye le rustre entier et un peu brutal mais à l'infaillible honnêteté, etc.

## Séries d'animation

### Première série (1933-1957)
Début 1933, les Studios Fleischer, plus importante société de dessins animés américaine, achète les droits du Thimble Theatre. Après une première apparition dans un Betty Boop, Popeye devient le héros de son propre dessin animé, simplement intitulé Popeye the Sailor. Grâce à la voix très expressive de Jack Mercer et à une intrigue simplifiée (Popeye affronte Brutus pour l'amour d'Olive Oyl), ces dessins animés en noir et blanc de six à dix minutes diffusés dans les cinémas connaissent un très grand succès et assurent une célébrité définitive au héros de Segar. Le premier épisode est diffusé le 14 juillet 1933, et de cette date à 1942, 109 épisodes sont produits, dont trois moyens-métrages en couleur. Contrairement à la bande dessinée, la série est composée d'épisodes indépendants où Popeye et Bluto (qui apparaît très peu chez Segar) s'affrontent pour l'amour d'Olive.
À la suite du rachat des studios Fleischer par la Paramount, Famous Studios prend le relais et produit 122 autres courts-métrages de 1942 à 1957, en couleur à partir du quinzième. Le schéma narratif mis en place à l'époque des Fleischer est conservé, ce qui conduit à la multiplication d'épisodes très répétitifs et à une forte baisse des qualités artistiques de la série.
Dès cette époque, ces courts-métrages sont diffusés dans le monde entier, non seulement en Europe mais également au Japon, où ils sont plus populaires à la fin des années 1940 que les productions des studios Walt Disney. Cette série de 228 courts et 3 moyens-métrages est aujourd'hui un classique de l'animation, régulièrement réédité. De 2001 à 2003, Cartoon Network en a rediffusé 135 dans les 45 épisodes de The Popeye Show, où ils sont présentés et remis en contexte.
| # | Titre                                             | Titre original                                   | Date | Version originale | Version française    |
| - | ------------------------------------------------- | ------------------------------------------------ | ---- | ----------------- | -------------------- |
| 1 | Popeye rencontre Sindbad le marin                 | Popeye the Sailor Meets Sindbad the Sailor       | 1936 | Trouvé            | Trouvé               |
| 2 | Popeye rencontre Ali Baba et les quarante voleurs | Popeye the Sailor Meets Ali Baba's Forty Thieves | 1937 | Trouvé            | Trouvé               |
| 3 | Aladdin et la lampe merveilleuse                  | Aladdin and His Wonderful Lamp                   | 1939 | Trouvé            | Partiellement trouvé |

### Deuxième série (1960-1962)
Avec l'avènement de la télévision, la production de courts animés pour le cinéma n'est plus rentable. À partir de 1956, Associated Artists Productions assure avec succès la diffusion des épisodes Fleischer et Famous à la télévision. Comme King Features, propriétaire du comic strip, ne touche aucun revenus sur ces diffusions, le syndicate décide de produire sa propre série de dessins animés pour ABC. Les 220 épisodes de Popeye the Sailor produits entre 1960 et 1962 sont de nouveau un grand succès, malgré un niveau « globalement assez médiocre ». Brutus y apparaît grossi et moins hargneux tandis que de nombreux personnages de la bande dessinée absents des dessins animés antérieurs font leur apparition : la Sorcière des mers, Rough House, Blozo, Toar, , etc. En 1972, ABC produit également Popeye Meets the Man Who Hated Laughter, téléfilm animé d'une heure diffusé dans le cadre de sa série pour enfants The ABC Saturday Superstar Movie. Popeye y affronte un savant fou qui cherche à se débarrasser du rire en éliminant les personnages du King Features Syndicate. Ces dessins animés sont destinés aux enfants, et restent populaire auprès des plus jeunes d'entre eux au milieu des années 1970.

### Troisième série etPopeye, Olive et Mimosa(1978-1987)
Entre 1978 et 1983, Hanna-Barbera produit une nouvelle série de dessin animés de Popeye pour la CBS. The All-New Popeye Hour montre une volonté de retrouver l'esprit originel du Thimble Theatre, tout en satisfaisant aux contraintes de censure d'alors. À l'arrêt de la diffusion en septembre 1983, la série est immédiatement syndiquée dans tout le pays. Elle l'est encore dans les années 2010 et est régulièrement rééditée. En 1987, Hanna-Barbera produit Popeye, Olive et Mimosa, qui n'a cette fois plus qu'un lointain rapport avec la bande dessinée. Popeye et Olive, qui se sont mariés, vivent avec leur fils Popeye Jr., qui hait les épinards. Ils sont amis avec la famille de Bluto, lui aussi marié avec enfant. Pour la première fois, Mercer, mort en 1984, ne double pas Popeye. La réaction du public est mitigée et la série ne connaît qu'une saison.

### Depuis 2004
En décembre 2004, Fox diffuse Le Voyage de Popeye (Popeye's Voyage: The Quest for Pappy), première adaptation en images de synthèse de Popeye. Popeye, Brutus, Olive et Mimosa partent en quête du père du héros, qui est porté disparu. En 2015, il n'y a pas de projet d'une nouvelle série animée.

### Cinéma

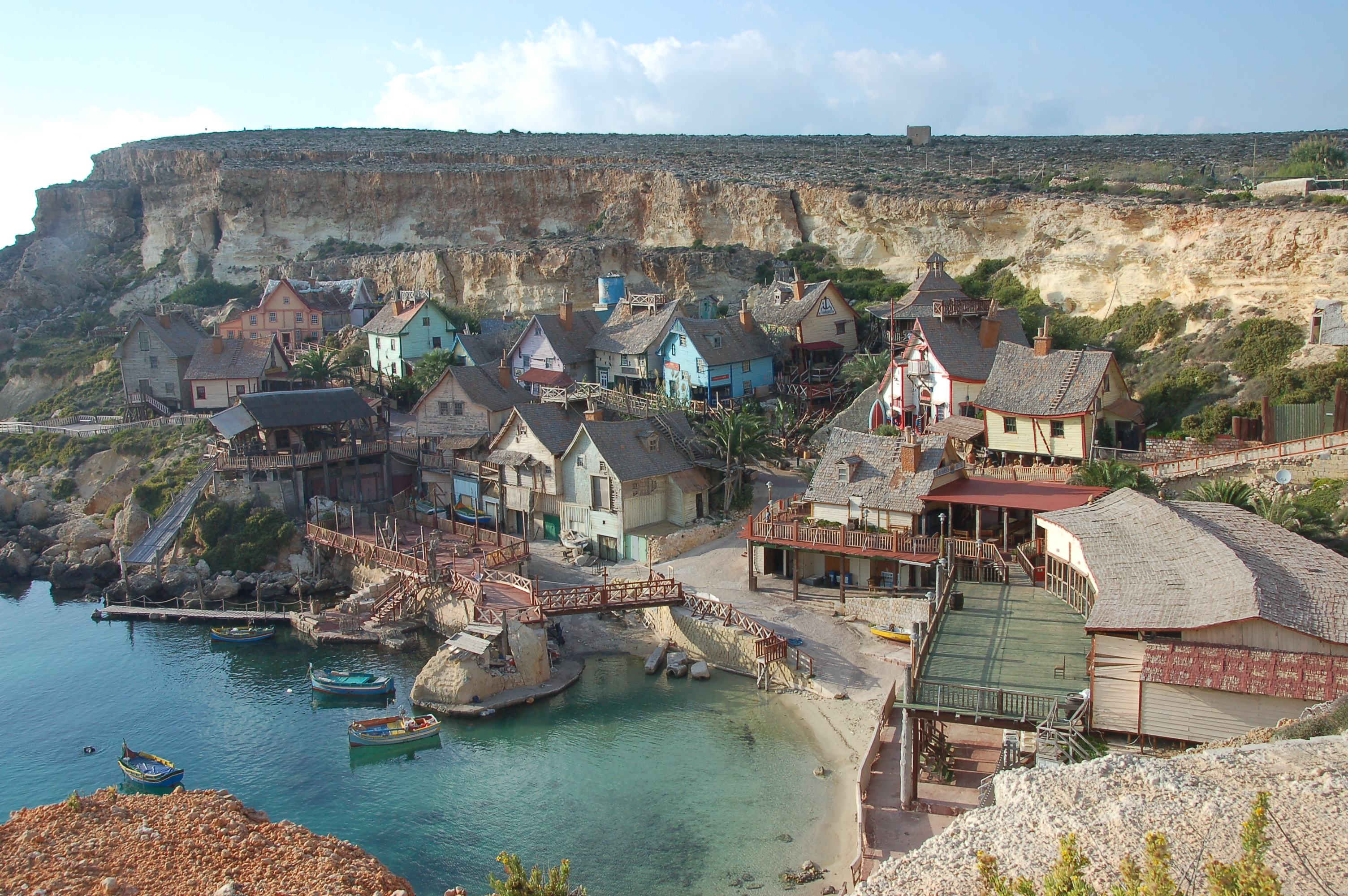
Popeye Village à Malte.

Popeye a fait l'objet d'une adaptation live au cinéma : Popeye, réalisé par Robert Altman sur un scénario du dessinateur Jules Feiffer, avec l'alors peu connu Robin Williams dans le rôle-titre et une bande-son d'Harry Nilsson. Sorti en décembre 1980 aux États-Unis, le film a été mal reçu par la critique. Bien qu'il ait rapporté sur le territoire national plus du double de son budget, ses producteurs Paramount Pictures et Walt Disney Productions en attendaient beaucoup plus, ce qui fait qu'il a été considéré comme un échec. Le décor du film, tourné à Malte, est devenu un site touristique, Popeye Village.
En 2010, Sony Pictures Animation annonce avoir lancé la production d'un film de Popeye en images de synthèse. Écrit par Jay Scherick et David Ronn, les scénaristes du succès de 2011 Schtroumpfs, le film est confié au réalisateur Genndy Tartakovsky. La sortie du film a d'abord été prévue pour 2016, mais le projet a été interrompu pendant quatre ans avant d'être relancé en 2020. Le film n'est pas encore sorti à ce jour[Quand ?] et peut rester à l'état de projet.

## Jeux vidéo

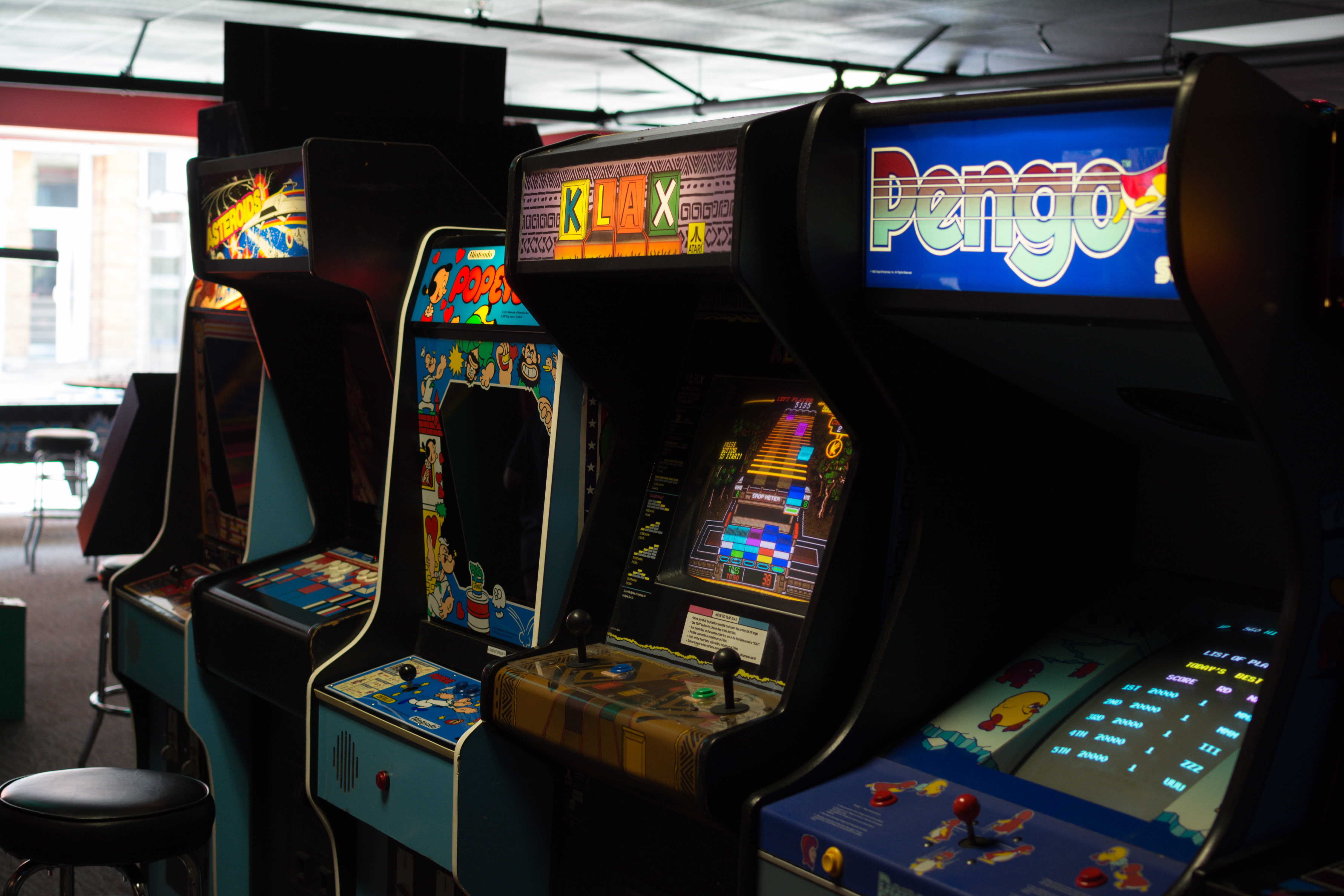
Popeye de Nintendo (3e à partir de la gauche).

- Popeye en jeu d'arcade par Nintendo, 1982

Jeux électroniques de poche par Game & Watch :
- Popeye Wide Screen, 5 août 1981
- Popeye Tabletop, 17 août 1983
- Popeye Panorama, 30 août 1983

## Postérité

### Culture populaire
Segar a donné deux mots à l'anglais américain : « goon », qui qualifie une grande brute un peu idiote (d'après Alice the Goon) et « jeep », dont l'orthographe est un clin d’œil à Eugene the Jeep. C'est également chez Segar qu'est systématisé le suffixe « -burger » pour qualifier tout sandwich contenant l'élément spécifié dans la première partie du mot. Au milieu des années 1930, l'expression « Wimpy Burger » était par ailleurs utilisée pour qualifier un hamburger particulièrement gros.
À partir de 1935, Paramount organise avec King Features des « clubs Popeye », associant projections cinématographiques privées, produits dérivées et diverses exclusivités.

### Popeye et les épinards

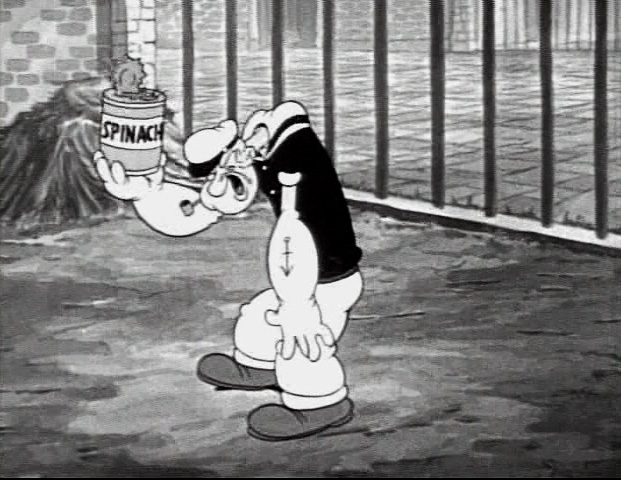
Popeye sur le point d’avaler ses épinards dans Little Swee'Pea (1936).

Dès juillet 1931, Segar associe la force de Popeye à sa consommation d'épinards, mettant en avant dans le strip du 4 juillet 1932 la forte concentration en vitamine A du légume. Bien que Segar n'ait fait figurer ce fait qu'épisodiquement, la force de Popeye est systématiquement associée à la consommation d'épinards en boîte dans les dessins animés des studios Fleischer, diffusés à partir de l'été 1933. Cette association de Popeye aux épinards est poursuivie dans l'ensemble des adaptations animées, et également reprise plus régulièrement dans les comic books et comic strips d'après-guerre. Popeye se présentant régulièrement comme un « homme de fer » ayant une « santé fer », le cliché se développe selon lequel c'est la richesse en fer des épinards qui provoque sa force, aidé par les campagnes de propagande du gouvernement américain en faveur des épinards.
En 1972, le nutritionniste américaine Arnold E. Bender introduit l'idée que cette croyance en l'importance du fer dans les épinards popularisée par Popeye était liée à l'erreur de décimale qu'aurait faite un scientifique allemand au XIXe siècle dans son calcul de la concentration en fer des épinards, erreur qui n'aurait été corrigée qu'à la fin des années 1930 par d'autres scientifiques allemands. Dans un article humoristique sur les légendes urbaines scientifiques publié en 1981 dans le British Medical Journal, un médecin britannique popularise cette analyse. Dans les années suivantes, celle-ci est reprise par de très nombreux auteurs, aussi bien dans des articles scientifiques que journalistiques, souvent pour critiquer les mythes acceptés trop facilement. En 2010, le criminologue britannique Mike Sutton a montré que ce mythe était lui-même un mythe. En effet, cette prétendue erreur de décimale n'apparaît pas dans la littérature scientifique avant l'article de 1981, et ce ne sont pas des chercheurs allemands du XIXe siècle qui avaient surestimés la teneur en fer des épinards mais une équipe de l'université du Wisconsin en 1934, laquelle avait d'ailleurs corrigé ses données dès 1936.

### Influences artistiques
Popeye a influencé de nombreux auteurs de bande dessinée. Le scénariste Jerry Siegel a ainsi indiqué que Popeye faisait partie avec Tarzan des principales influences de Superman, et qu'il s'était inspiré pour sa narration du rythme effréné du Thimble Theatre. Popeye est l'un des héros de la bande dessine américaine qui a été le plus parodié dans le magazine satirique Mad, dès le début des années 1950, que ce soit dans le style de Segar, Sagendorf, ou des dessins animés. Une parodie plus classique est Captain Strong de DC Comics, apparu en 1973.
Le héros de la série d'animation Sinbad Jr. and his Magic Belt, un jeune marin doté d'une ceinture le rendant très fort semble également inspiré par Popeye.
L'artiste contemporain Jeff Koons réalise depuis 2002 une série d'œuvres nommée Popeye, quoique celui-ci n'apparaisse que rarement dans les œuvres individuelles, l'artiste insistant sur le fait que « Pop Eye » évoque le fait d'« avoir l'œil pour le pop art ».

## Aspects commerciaux

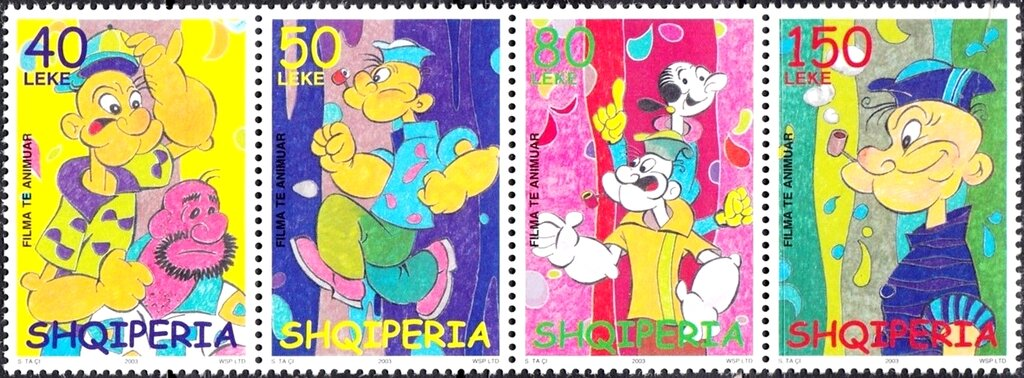
Personnages de Popeye sur des timbres d'Albanie.

### Droits d'auteurs
Depuis le 1er janvier 2009, le personnage de Popeye est entré dans le domaine public dans la plupart des pays du monde à l'exception des États-Unis, où il n'y sera pas avant 2025 car c'est une œuvre syndiquée.

### Produits dérivés

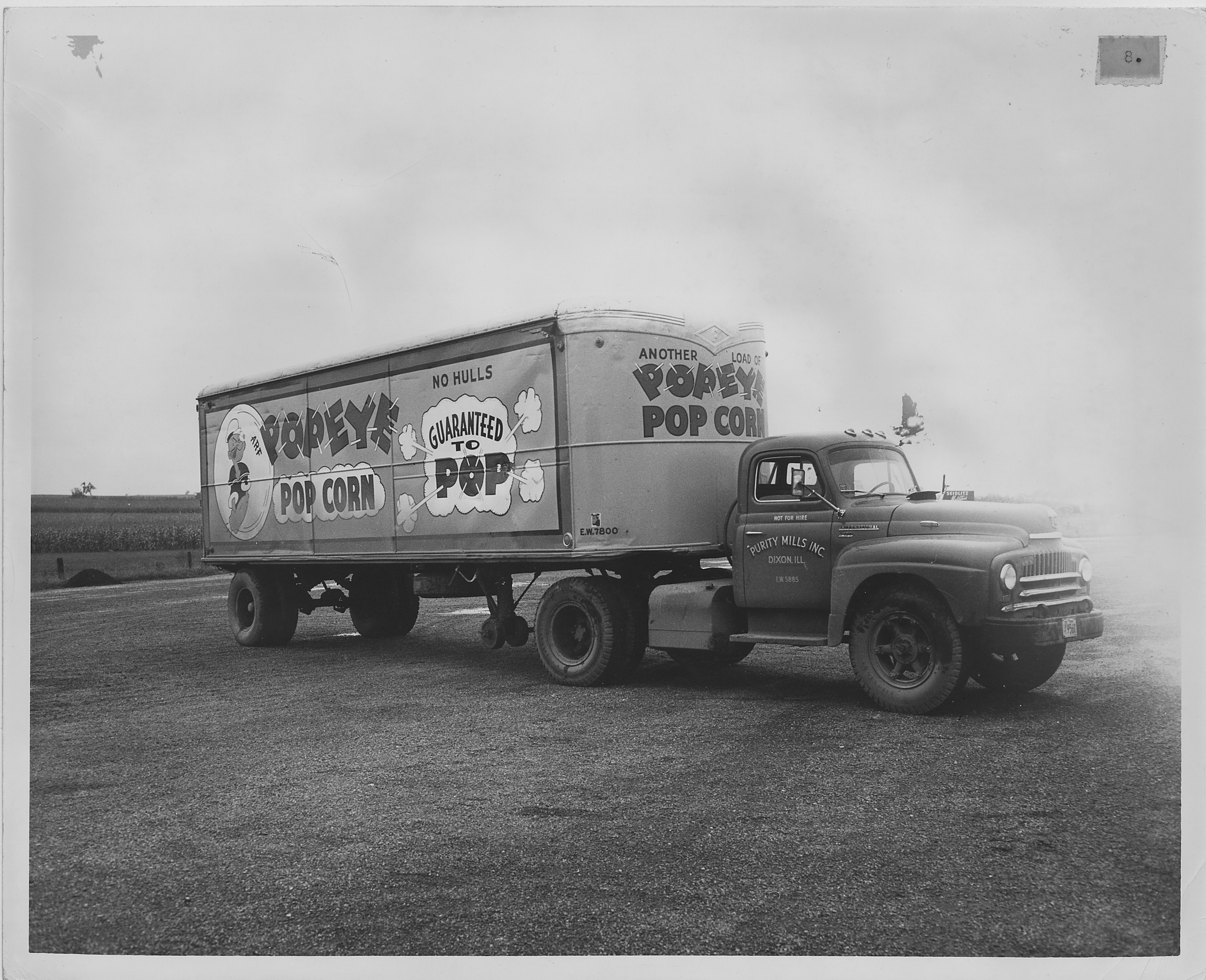
Camion de pop-corn aux couleurs de Popeye, dans l'Iowa, en 1941.

Avec l'adaptation de Popeye en dessins animés, un véritable merchandising se développe autour du Thimble Theatre dès les années 1930 : imprimés divers (livres illustrés, livres de découpage, livres à colorier, maquettes en papier, cartes de vœux, etc.), produits de papeterie (crayons, peintures, etc.), jouets (figurines, porte-clés, fausses pipes, tirelire, cartes à jouer, petits bateaux, balles, cerfs-volants, etc.,), produits de décoration et d'habillement (drapeau, casquettes, lampes, etc.) mais aussi de produits moins directement destinés aux enfants comme des lames de rasoir. Cette diversité ne se dément pas avec le temps. Aujourd'hui, King Features cherche particulièrement à développer son merchansiding vers les vêtements, travaillant avec Dolce & Gabbana, H&M, Zara ou encore Benetton.
Les produits alimentaires ne sont pas en reste. Dès 1933, Orbit et Wrigley associent le marin à leurs chewing-gums, via des petites bandes dessinées, des produits dérivés et des clubs ; ils furent suivis depuis par de nombreuses sociétés. À partir de 1936, Sunshine Biscuits vend des gâteaux à l'effigie des principaux personnages de la série, au moment même où les céréales Wheatena associent leur notoriété à celle de Popeye. Purity Milles de Dixon produit des tonnes de popcorn Popeye des années 1940 aux années 1980.
L'ancien assistant de Segar Bud Sagendorf et le dessinateur Joe Musial sont dans un premier temps dévolus aux nombreux produits dérivés. Après la mort du créateur, Sagendorf continue à s'acquitter de cette tâche, réalisant notamment les différents livres et albums inspirés par Popeye. Du milieu des années 1950 au début des années 1960, Bela Zaboly se charge également de produits dérivés. Outre ces personnes, divers employés de King Features travaillent à cette tâche. Pour l'année 2008, le commerce de l'ensemble des produits dérivés mettant en valeur Popeye était estimé à 1,5 milliard de dollars américains par an.

## Publications en anglais

### Comic strips
| Nom de l'auteur (métier), | Daily Strip                   | Sunday strip                  |
| ------------------------- | ----------------------------- | ----------------------------- |
| E. C. Segar               | 19 décembre 1919-octobre 1938 | 19 décembre 1919-octobre 1938 |
| Doc Winner                | 1938-1939                     | 1938-1939                     |
| Tom Sims (scénariste)     | 1939-1955                     | 1939-1959                     |
| Bela Zaboly (dessinateur) | 1939-8 août 1959              | 1939-1959                     |
| Ralph Stein (scénariste)  | 1955-1959                     |                               |
| Bud Sagendorf             | 9 août 1959-1986              | 1959-1994                     |
| Bobby London              | 1986-1992                     |                               |
| Hy Eisman                 |                               | Depuis 1994                   |

### Comic books
Rééditions de daily strips
- King Comics, Philadelphie : David McKay, 159 numéros, 1936-1952.
- Feature Book, Philadelphie : David McKay, 6 numéros[70], 1937-1939.
- Magic Comics, Philadelphie : David McKay, 123 numéros, 1939-1949.
- Large Feature Comic no 24 : Popeye in “Thimble Theatre”, Dell Comics, 1941.
- Four Color, Dell Comics, 4 numéros[71], 1943-1945.

Histoires inédites,
- Bud Sagendorf, Four Color, Dell Comics, 4 numéros[72], 1946-1947.
- Bud Sagendorf, Popeye, Dell Comics, 65 numéros, 1948-1962.
- Bud Sagendorf, Popeye the Sailor, Western Publishing, 15 numéros, 1962-1966.
- Bud Sagendorf, Popeye the Sailor, King Features, 12 numéros, 1966-1967.
- George Wildman (dessin) et Joe Gill (scénario), Popeye The Sailor no 94-138, Charlton Comics, 45 numéros, 1969-1976.
- George Wildman (dessin) et Joe Gill (scénario), Popeye the Sailor and Careers, King Features, 15 numéros, 1972. Série de comic books didactiques expliquant divers métiers.
- George Wildman (dessin) et Bill Pearson (scénario), Popeye the Sailor no 139-171, Gold Key Comics puis Western Comics, 31 numéros, 1979-1984.
- Bill Pearson (scénario) et al., Popeye Special, Ocean Comics, 2 vol., 1987-1988.
- Dave Garcia (dessin), Sam de la Rosa (encrage) et Peter David (scénario), The Wedding of Popeye and Olive, Ocean Comics, 1999.
- Roger Langridge (scénario) et divers dessinateurs, Popeye, IDW Publishing, 12 numéros, 2012-2013.
- Martin Powell (scénario) et Terry Beatty (dessin), Mars Attacks Popeye, IDW Publishing, 2013.

Rééditions de comic books
- Bud Sagendorf, Popeye, Harvey Comics, 7 numéros, 1993-1994.
- Bud Sagendorf, Classic Popeye, IDW publishing, 39 numéros, 2012-.

### Albums
Sauf précision, il s'agit de rééditions de sunday strips.
- E. C. Segar, Thimble Theatre Starring Popeye, New York : Sonnet Publishing, 2 vol., 1931-1932. Reprise de daily strips.
- E.C. Segar, Popeye Cartoon Book, Akron : Saalfied Publishing, 1934.
- E.C. Segar, Popeye, Akron : Saalfied Publishing, coll. « Little Big Book », 4 volumes, 1934-1936[73].
- E.C. Segar, Popeye : The Gold Mine Thieves, Philadelphie : David McKay, 1935.
- The “Pop-Up” Popeye with the Hag of the Seven Seas, Chicago : Pleasure Books, 1935. Texte illustré.
- E.C. Segar, Popeye, Racine : Whitman Publishing, coll. « Big Big Books », 1935.
- E.C. Segar et Bud Sagendorf, Popeye, Racine : Whitman Publishing, coll. « Big Little Books », 12 vol., 1937-1941. Sept volumes contiennent des histoires originales de Bud Sagendorf[74].
- E.C. Segar, Popeye the Sailor, Nostalgia Press, 1971.
- E.C. Segar, Thimble Theatre, introducing Popeye, 1977.
- E.C. Segar, The Complete E.C. Segar Popeye (dir. Rick Marschall), Seattle : Fantagraphics, coll. « The Nemo Bookshelf », 11 vol., 1984-1990. Quatre volumes de sunday pages et sept de daily strips dans deux formats différents.
- E.C. Segar, Popeye, Seattle : Fantagraphics, 6 vol., 2006-2011. Intégrale chronologique des sunday pages et des daily strips.
- Roger Langridge et al., Popeye, IDW Publishing, 3 vol., 2012-2013. Reprend les douze comic books publiés en 2012-2013.
- Bud Sagendorf, Popeye Classics, IDW Publishing, 6 vol., 2013-. Intégrale chronologique des comic books Dell Comics.
- Bobby London, Thimble Theatre Presents Popeye, 2 vol., 2014-. Intégrale chronologique des comic strips de London.

## Publications en français

### Albums
Sauf précisions, il s'agit de planches de E. C. Segar publiées en noir et blanc.
- Mathurin dit Popeye, Éditions Tallandier, 4 albums couleur :

1. Mathurin dit Popeye, 1935.
2. Mathurin dit Popeye dans ses nouvelles aventures, 1936.
3. Mathurin dit Popeye et le Tsoin-Tsoin, 1937.
4. Mathurin dit Popeye et son papa, 1938.

- Popeye, Éditions du CELEG :

1. Popeye et les sources de jus d'épinard, 1963.
2. Popeye et les harpies, 1964.

- Bud Sagendorf, Popeye, MCL. Histoires tirées des comic books :

1. L'Île aux robots, 1969.
2. Les Aventures de Popeye, 1969.
3. Quelle famille !, 1970.
4. Popeye frappe les trois coups, 1971.
5. L'Île aux pirates, 1971.
6. Popeye cherche la bagarre, 1972.
7. Y'a des espions partout !, 1973.
8. Popeye – faut y aller, 1973.
9. La Marmite mystère, 1974.
10. Épinard, châtaignes et corrida !, 1974.
11. Popeye sur Mars, 1975.
12. Bas les pattes, 1976.
13. Tom Sims (scénario) et Bela Zaboly (dessin), De l'oseille pour les épinards, 1977. Reprend les planches parues dans Robinson zone libre en 1941.
14. Popeye au far-west, 1978.
15. Charbon et pinard, 1979.

- Popeye : La Vallée noire, Futuropolis, 1970.
- Popeye, Futuropolis, coll. « Copyright », 8 albums :

0. 1937-1938, 1988.
1. 1936-1937, 1980.
2. 1935-1936, 1980.
3. 1934-1935, 1981.
4. 1933-1934, 1982.
5. 1932-1933, 1985.
6. 1931, 1985.
7. 1930, 1986.
- Popeye et son Popa, Futuropolis, 1981. Paru à l'occasion de la sortie du film Popeye. Réédité en 1988 en couleurs pour une diffusion massive dans les stations Total.
- Bud Sagendorf, Popeye Parade (en couleurs), Vaillant, coll. « Les BD Blocs de Pif », 1982. Reprise de pages dominicales.
- Funny Films, Futuropolis, 1986.
- Tom Sims (scénario) et Bela Zaboly (dessin), Popeye (en couleurs), coll. « Les chefs-d'œuvre de la B.D. Humoristique », Vents d'Ouest, 1994. En couleurs.
- Popeye (en couleurs), Panini Comics, coll. « Le monde de la BD » no 35, 2004.
- Popeye (en couleurs), Denoël Graphic :

1. Popeye, 2005.
2. Le Dictapateur, 2007.

Principales éditions
- Mathurin dit Popeye, Éditions Tallandier, 4 albums couleur, 1935-1938.
- Popeye, Éditions du CELEG, 2 albums, 1963-1964.
- Bud Sagendorf, Popeye, MCL, 15 albums couleur, 1969-1979. Histoires tirées des comic books.
- Popeye, Futuropolis, coll. « Copyright », 8 albums, 1980-1988.
- Popeye, Denoël Graphic, 2 albums couleur, 2005-2007.

### Périodiques
Sauf précision, il s'agit de bandes de E. C. Segar.
- Robinson no 1 à 306, Opera Mundi, 1936-1940. Certaines histoires sont de Sims et Zaboly.
- Hop-là ! no 1 à 132, Opera Mundi, 1937-1940.
- Story no 1 à 301, Bruxelles : Éditions du Pont Levis, 1945-1951.
- Heroic no 39 à 63, Société anonyme générale d'édition, 1951-1952.
- Charlie Mensuel no 48 à 85, Éditions du Square, 1973-1976.

### Petits formats
Les bandes publiées dans les petits formats reprennent des pages des divers auteurs ayant succédé à Segar, généralement sans contextualisation.
- Cap'tain Popeye présente (format 18x26), SFPI, 152 numéros en deux séries, 1962-1980.
- Cap'tain Popeye (format 13x18), SFPI, 257 numéros, 1964-1984.
- Popeye le marin, (format 17x26), Québec : Éditions Héritage, 40 numéros, 1975-1979.
- Popeye magazine (format 20x27), DPE, 21 numéros, 1980-1982.
- Popeye (format 21x28), Greantori, 10 numéros, 1982-1984.
- Popeye (format 13x18), Greantori, 4 numéros, 1983.
- Super Popeye Géant (format 17x26), Greantori, 5 numéros, 1983-1984.
- Popeye Poche (format 13x18), Édition du Château, 36 numéros, 1985-1992.
- Popeye Géant puis Super Popeye Géant (format 18x26), Éditions du Château, 1 numéros, 1986-1987.

### Hommage et recréation

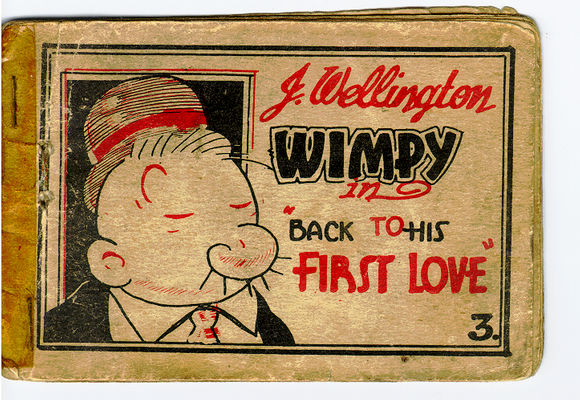
Dès les années 1930, Popeye avait fait l'objet de reprises, comme en témoigne cette Bible de Tijuana mettant en scène Wimpy.

Hors des États-Unis, Popeye fait partie du domaine public depuis le 1er janvier 2009, laissant libre cours à l'imagination des artistes.
- Richard McGuire, Popeye and Olive, Cornélius, coll. « Lucette », 2001.
- Richard McGuire, P+O, Cornélius, coll. « Louise », 2002.
- Collectif, Tribute to Popeye, Charrette, 2010. La liste des auteurs comprend notamment Arnaud Floc'h, Aseyn, Guillaume Bouzard, Erwann Surcouf, Florence Dupré la Tour, François Duprat, Gilles Rochier, Guillaume Long, James, Jean-Baptiste Andréae, Li-An, Laurent Lolmède, Jean-Marc Mathis, Nancy Peña, Obion, Sandrine Revel, Riff Reb's et Tanxxx.
- Puyo, Popeye, Éditions Lapin, 2011.
- Collectif (intro. Thierry Groensteen), Revoilà Popeye, Onapratut, 2012. La liste des auteurs comprend notamment Zep (couverture), Delaf, Fred Neidhardt, Olivier Saive, Wouzit, Jean-François Caritte et O'Groj.
- Antoine Ozanam (scénario) et Lelis (dessins), Popeye, un homme à la mer, Neuilly-sur-Seine, Éditions Michel Lafon, 2019 (ISBN 978-2-7499-3645-1, BNF 45672612).